# Невротоксин
Невротоксин е отрова (токсин), действаща на нервните клетки – невроните. Обичайно взаимодейства с йонните канали и протеинните мембрани.
Невротоксините представляват токсични пептиди, които образуват неактивни асоциати с други пептиди. При попадане в благоприятни условия асоциатите се разрушават. Ефектът от отровата е парализа и настъпва много бързо. Невротоксини са тетродотоксина, батрахотоксина, компоненти в отровата на пчелите, скорпионите, змиите.
Силни невротоксини са също така батрахотоксина, въздействащи на нервната система, деполяризирайки нервите и мускулните влакна, увеличавайки на проницаемостта клетъчната мембрана за йоните на натрия.